# Bahus-Soubiran
Bahus-Soubiran is een gemeente in het Franse departement Landes (regio Nouvelle-Aquitaine) en telt 334 inwoners (2004). De plaats maakt deel uit van het arrondissement Mont-de-Marsan en van het gemeentelijk samenwerkingsverband Communauté de Communes d'Aire sur l'Adour (CCAA), dat 22 gemeenten in de departementen Landes en Gers omvat.

## Geografie
De oppervlakte van Bahus-Soubiran bedraagt 14,8 km², de bevolkingsdichtheid is 22,6 inwoners per km².
De onderstaande kaart toont de ligging van Bahus-Soubiran met de belangrijkste infrastructuur en aangrenzende gemeenten.

## Demografie
Onderstaande figuur toont het verloop van het inwonertal (bron: INSEE-tellingen).